# Piper stipulosum
Piper stipulosum là một loài thực vật thuộc họ Piperaceae. Đây là loài đặc hữu của Ecuador.